# Dalila Ennadre
Dalila Ennadre, née le 12 août 1966 à Casablanca (Maroc) et morte le 14 mai 2020 à Paris (France), est une réalisatrice marocaine, connue pour ses  documentaires sur la vie quotidienne au Maroc et ses portraits de femmes, et dont les œuvres ont été plusieurs fois primées.

## Biographie
Dalila Ennadre est née le 12 août 1966 à Casablanca au Maroc. Elle grandit en France, chemin de Marvilles à Saint-Denis puis dans la  cité des 4000 à La Courneuve. Son frère aîné, Touhami Ennadre, se passionne pour la photographie et devient artiste-photographe. Elle arrête ses études à 16 ans, et de 1985 à 1996, elle séjourne successivement en Guyane, en Allemagne, au Maroc et au Québec. Pendant cette période, elle étudie le cinéma en autodidacte, et travaille comme chargée de production sur des séries TV ou des films de commande pour des institutions,.
Elle décide de se consacrer à la réalisation de films documentaires, souvent sur des thèmes issus de rencontres et tournant  autour de la vie quotidienne au Maroc. En 1987, elle réalise un premier documentaire Par la grâce d'Allah, sur un meunier des montagnes marocaines, puis en 1994, Idoles dans l'ombre. De 1996 à 1999, elle intervient pour la société L'Yeux ouverts comme chargée de production et comme monteuse, notamment sur La Ballade des sans papiers en 1997, et  Nous retournerons un jour en 1999. Cette même année 1999, elle revient à la réalisation,. Elle commence notamment le tournage de   El Batalett, Femmes de la médina, y dressant le portrait chaleureux de quelques femmes marocaines qui habitent le quartier pauvre de l'ancienne médina de Casablanca, où elle est née, ainsi que le portrait de leurs enfants et ados.
Les réalisations s’enchaînent ensuite dans les années 2000, dont La caravane de Mé Aïcha en 2003 sur la vie d'une poétesse dans le désert, Fama, une héroïne sans gloire en 2004 sur une militante démocratique, Je voudrais vous raconter en 2005 sur la réalité de la vie des femmes au moment de la réforme du droit de la famille, et J'ai tant aimé… en 2008 sur une ancienne prostituée de l'armée française.
En 2012, elle est également actrice dans un film de Brahim Fritah, Chroniques d’une cour de récré. Elle est en 2013 en résidence artistique à l'Espace 1789  de Saint-Ouen. Elle est ensuite de retour à l’ancienne médina de Casablanca pour tourner Des murs et des hommes. En 2016 elle est cadreuse pour le film de Michèle Collery, Jean Genet, un captif amoureux, parcours d'un poète combattant. Sa dernière œuvre est un documentaire consacré à Jean Genet, qui a vécu les dix dernières années de sa vie à Larache, et où il s'est fait enterrer, dans le vieux cimetière espagnol. Elle s'était vu attribuer en 2018 une aide du CNC pour cette réalisation,.
Elle meurt le 14 mai 2020 des suites d'une longue maladie.

## Quelques distinctions (non exhaustif)
Les réalisations d'Ennadre ont été primées à plusieurs reprises. Dès 2002, le Grand Prix aux rencontres documentaires Traces de vies de Clermont-Ferrand et Vic-le-Comte est décerné à El Batalett, Femmes de la médina. En 2009, son film J'ai tant aimé… reçoit le prix du meilleur documentaire du Festival de Cinéma Africain de Tarifa, en Espagne. Et en 2014, Des murs et des hommes  est récompensé du Grand prix documentaire du Festival du cinéma maghrébin d'Alger, et du Grand Prix TV 2M au Fidadoc (festival international du film documentaire) d'Agadir.

## Filmographie

### Comme réalisatrice
- 1987 : Par la grâce d’Allah
- 1994 : Idoles dans l’ombre
- 1999 : Loups du désert
- 2001 : El Batalett, Femmes de la médina[10],[11]
- 2003 : La caravane de Mé Aïcha
- 2004 : Fama, une héroïne sans gloire[12]
- 2005 : Je voudrais vous raconter[13]
- 2008 : J'ai tant aimé…[14]
- 2014 : Des murs et des hommes[15],[16]
- 2019 : Jean Genet, notre père des fleurs[8]

### Comme actrice
- 2013 : Chroniques d'une cour de récré de Brahim Fritah : la mère.

#### Ouvrages
- Patricie Caillé, « Ennadre, Dalila [Casablanca 1966] », dans Béatrice Didier, Antoinette Fouque et Mireille Calle-Gruber (dir.), Le dictionnaire universel des créatrices, Éditions des femmes, 2013 (lire en ligne), p. 1428.
- (en) Roy Armes, New Voices in Arab Cinema, Indiana University Press, 2015 (lire en ligne), p. 78,79.

#### Articles de presse
- Catherine Humblot, « Résistantes du quotidien », Le Monde,‎ 2 décembre 2001 (lire en ligne).
- Rédaction LM, « Le palmarès de Traces de vie », Le Monde,‎ 6 janvier 2002 (lire en ligne)
- Olivier Barlet, « Femmes de la médina – El Batalett - de Dalila Ennadre », Africultures,‎ 9 juillet 2002 (lire en ligne).
- « Ce que j’ai enduré en banlieue m’a renvoyé à mes racines et m’a permis de découvrir que je venais d’une culture millénaire », Libération (Maroc),‎ 27 novembre 2014 (lire en ligne).
- Claire Diao, « FCAT 2014  Festival de Cine Africano de Cordoba) : Dalila Ennadre parle du non-dit de la sexualité au Maroc », Courrier International,‎ 20 octobre 2014 (lire en ligne).
- Nadir Dendoune, « La réalisatrice. franco-marocaine Dalila Ennadre est morte », Le Courrier de l'Atlas,‎ 15 mai 2020 (lire en ligne)

### Webographie
- Ressources relatives à l'audiovisuel :   - Africultures
  - Allociné
  - Film-documentaire.fr
  - IMDb
  - Unifrance
- Notice dans un dictionnaire ou une encyclopédie généraliste :   - Dictionnaire universel des créatrices
- Notices d'autorité :   - VIAF
  - ISNI
  - BnF (données)
  - IdRef
  - Pays-Bas
- « Dalila Ennadre », sur Africultures.
- « Des murs et des hommes », sur 2m.ma.
- « Documentaire : fonds d'aide à l'innovation audiovisuelle (développement) - résultats de la commission du 29 janvier 2018 », sur Centre national du cinéma et de l'image animée (CNC)